# Vista Chino
Vista Chino — американская рок-группа, созданная бывшими участниками Kyuss: вокалистом Джоном Гарсией, барабанщиком Брэнтом Бьорком и басистом Ником Оливери. В 2012 году группа объявила, что собирается приступить к записи нового альбома под изначальным названием коллектива Kyuss Lives!, но бывшие участники Kyuss Джош Хомме и Скотт Ридер подали иск против использования этого имени новой группой, поэтому название было сменено на Vista Chino.

## История

### Создание и тур (2010—2011)
В 2010 году было объявлено, что европейский тур «John Garcia plays Kyuss» («Джон Гарсия играет Kyuss») начнётся концертом на Roadburn Festival. В программе были практически одни песни Kyuss. В июне 2010 Ник Оливери и Брэнт Бьорк сыграли с Гарсией «Green Machine» и «Gardenia», когда «John Garcia plays Kyuss» были хедлайнерами на Hellfest во Франции. Таким образом, играя с Гарсией и на последующих концертах, коллектив представлял ¾ состава Kyuss времён альбома Blues for the Red Sun.
В ноябре 2010 года Гарсия, Бьорк и Оливери объявили о европейском туре под названием «Kyuss Lives!» с участием гитариста Бруно Фивери. Уточняя новое название группы, Гарсия заявил, что «это никогда не будет Kyuss без Джоша Хомме», и что «надеюсь в будущем мы с ним соберёмся вместе и что-нибудь напишем».
В мае группа гастролировала в Австралии и в Новой Зеландии. После европейского тура в 2011 году Kyuss Lives! анонсировали северо- и южно-американский тур, что состоялся в конце лета-начале осени. Группа планировала выпустить альбом летом 2012.

### После иска (2012—настоящее время)
В марте 2012 Джош Хомме и Скотт Ридер подали федеральный иск против Джона Гарсии и Брэнта Бьорка, заявив о «нарушении товарного знака и обмане потребителей» касательно использования названия Kyuss. Спустя месяц группу покинул Ник Оливери, и его заменил Билли Корделл. В августе суд удовлетворил иск Хомме, постановив, что Гарсия и Бьорк не могут издавать аудиозаписи под именем Kyuss Lives!, и должны сменить название; тем не менее, за ними осталось право использовать Kyuss Lives! как логотип для представлений и рекламы при условии, что слова «Kyuss» и «Lives» будут напечатаны шрифтом одного размера. Группа была переименована.
В ноябре 2012 Ник Оливери объявил, что вернётся в Kyuss Lives!. Однако группа отыграла свои последние концерты под этим именем на Soundwave Festivals в 2013 году вместе с Майком Дином на басу. Оливери не принимал активного участия в жизни группы, и в августе того же года Гарсия заявил, что «Vista Chino это трио, состоящее из [него самого], Брэнта [Бьорка, барабанщика] и Бруно [Фивери, гитариста]. Так будет всегда».
В мае 2013 было объявлено, что Vista Chino подписали контракт с Napalm Records. В тот же день на странице группы на SoundCloud была опубликована песня «Dargona Dragona». Дебютный альбом Peace был выпущен 3 сентября 2013 года.
В октябре 2014 Ник Оливери утверждал, что Vista Chino распались. Это время Гарсия и Бьорк посвятили сольной карьере, первый выпустил дебютный сольный альбом. 31 декабря группа напомнила о себе фотографией Гарсии и Бьорка в социальных сетях и анонсировала новый альбом.

## Состав
Текущий состав
- Джон Гарсия — вокал (2010—настоящее время)
- Бруно Фивери — гитара (2010—настоящее время)
- Брэнт Бьорк — ударные (2010—настоящее время)

Сессионные музыканты
- Майк Дин — бас (2013—2014)

Бывшие участники
- Ник Оливери — бас (2010—март 2012, ноябрь 2012—октябрь 2014)
- Билли Корделл — бас (март—ноябрь 2012)
- Скотт Ридер — бас (некоторые концерты в конце лета—начале осени 2011)

## Дискография
- 2013 — Peace (Napalm Records)[13]